# Nella tana dei lupi
Nella tana dei lupi (Den of Thieves) è un film del 2018 scritto e diretto da Christian Gudegast, con protagonisti Gerard Butler, O'Shea Jackson Jr. e 50 Cent.

## Trama
Los Angeles, 2018: una squadra di rapinatori guidata da Ray Merrimen effettua un violento attacco armato e dirotta un furgone blindato. Una guardia che cerca di prendere la pistola provoca involontariamente una sparatoria: gli agenti di polizia arrivano sulla scena e s'impegnano in una sparatoria con i ladri. Alla fine Merrimen e il suo equipaggio fuggono col blindato vuoto, e rimproverano il componente della banda Bosco per aver ucciso la prima guardia.
Al mattino il detective Nick O'Brien, che sta controllando Merrimen e la sua banda da un po', indaga sulla scena del crimine. Sospettando un barista locale di nome Donnie per un suo possibile coinvolgimento nei fatti della sera precedente, Nick lo trova al bar e lo rapisce per interrogarlo. Donnie, spaventato dai metodi violenti degli agenti, decide di collaborare alle indagini, confessando il suo ruolo di autista per la banda e fornendo alla squadra di Nick le poche informazioni che ha. Una volta tornato a casa, Debbie, la moglie di Nick, scopre che il detective è stato con altre donne per cui prende le due figlie piccole, le fa salire sulla sua vettura e, poco prima di partire, chiede il divorzio a Nick.
Merrimen intanto sta pianificando di derubare la Federal Reserve il successivo venerdì, facendo sparire di nascosto circa 30 milioni di dollari in vecchie banconote che sono programmate per essere distrutte dopo che i loro numeri di serie saranno stati cancellati dai registri dei computer. Merrimen ha ottenuto l'accesso nella filiale della Federal Reserve di Los Angeles per conto di Donnie, che si fingerà un addetto alla consegna di cibo cinese. Nel soffitto del bagno della FED, Donnie mette un sacco di cibo in più per il giorno della grande rapina. Successivamente, Nick vede e saluta Donnie in un ristorante, mentre è in compagnia di Merrimen, altri membri della banda e due loro amiche spogliarelliste. Nel nascondiglio della gang Merrimen, insieme ad uno dei suoi membri, Levi, interroga in modo brutale Donnie, per capire se l'uomo sia davvero compromesso, ma Donnie lo convince che non ha raccontato nulla al detective.
Più tardi la figlia di Levi ha un appuntamento con un ragazzo per portarla a un ballo scolastico. Prima che esca di casa, Levi lo prende in disparte per presentarlo a Merrimen e al resto della squadra, al fine di intimidirlo affinché tenga il migliore comportamento possibile con sua figlia. Nel frattempo Nick, ubriaco, fa irruzione a una piccola riunione che si sta tenendo nella casa della sorella di Debbie, firmando sdegnosamente i documenti di divorzio e provocando il nuovo fidanzato di Debbie, poco prima che gli venga intimato di andarsene. Si reca poi in uno strip club, dove trova la fidanzata spogliarellista di Merrimen e la ingaggia per la notte col fine di scoprire il luogo ove si verificherà la rapina. Nick è inconsapevole che la spogliarellista sia stata informata preventivamente da Merrimen, al fine di fornirgli informazioni fuorvianti sul colpo.
Arriva il giorno della rapina. Merrimen e il suo team assaltano una banca e prendono in ostaggio i clienti e i dipendenti dell'istituto di credito. La squadra di Nick, nel frattempo, li aspetta all'esterno della banca, mentre la situazione si fa sempre più caotica. I ladri si fanno aprire il caveau, piazzano una potente carica esplosiva e fuggono attraverso un buco nel pavimento, provocato dalla detonazione, che dà nelle fogne. Tutto questo prima che la squadra di Nick entri. Nick scopre che i ladri avevano bisogno di procurarsi denaro contante in modo da poter effettuare un accredito di banconote presso la Federal Reserve, l'unico modo per entrare in quell'edificio controllatissimo. Travestitisi da guardie portavalori, Merrimen e Levi entrano nella Federal Reserve con il furgone precedentemente rubato, riparato e riverniciato, fingendo di dover depositare il denaro della banca che avevano appena svaligiato. Dopo aver superato una serie di controlli estremamente capillari, il furgone viene ammesso nell'area di carico.
Donnie, nascostosi all'interno del carrello di contanti che viene consegnato da Merrimen al personale dentro l'edificio della Federal Reserve, scivola fuori durante un blackout parziale simulato con l'uso di un EMP portatile, al fine di raccogliere le vecchie banconote che sono state destinate alla distruzione, nascondendole in sacchi di rifiuti. Dopo essere fuggito dalle stanze del conteggio dei contanti attraverso i condotti dell'aria, recupera il sacchetto di cibo dal soffitto del bagno e simula la consegna di un ordine al personale. Il denaro, nascosto all'interno di sacchetti della spazzatura all'interno della Federal Reserve, viene buttato in un camion della nettezza urbana.
La squadra di Nick intanto raggiunge Donnie e lo cattura, picchiandolo per sapere dov'è diretto Merrimen. Dopo aver dirottato con la forza il camion dell'immondizia che trasportava i soldi e abbandonato uniformi e veicoli da uno sfasciacarrozze gestito da un membro della loro banda, Merrimen, Bosco e Levi cercano di fuggire a bordo di un SUV con i sacchetti prelevati dal camion, ritrovandosi però bloccati in un ingorgo di traffico. Nick li insegue insieme ai suoi compagni di squadra. Ne nasce uno scontro a fuoco, nel corso del quale Levi e Bosco e uno dei colleghi di Nick vengono uccisi, mentre Merrimen riesce a fuggire. Nick gli dà la caccia e quindi gli spara attraverso una recinzione, ferendolo. Merrimen punta una pistola (in realtà scarica) verso Nick, costringendolo a far fuoco. Quando Nick ispeziona il furgone di Merrimen, trova solo borse con carta sminuzzata. Inoltre, di ritorno all'auto di servizio, scopre anche che Donnie è sfuggito alla custodia forzando le manette.
Nick, più tardi, va al bar di Donnie e vede le foto di lui con alcuni membri della gang dalla rapina, accanto a un disegno con una didascalia che recita "chi parla troppo affonda le navi". Attraverso vari flashback, si scopre che Donnie ha ideato il piano da solo, al fine di ottenere il denaro per sé stesso, tradendo Merrimen e i suoi dopo il furto alla FED; i soldi in realtà erano stati posizionati in un secondo camion della spazzatura e spediti all'estero nascosti all'interno di copertoni per auto. Lo stesso Donnie aveva ingaggiato Bosco, Levi e Merrimen, in quanto ex-militari con esperienza. La realizzazione di quanto fosse realmente complesso il piano colpisce Nick, che si rende conto che il bar di Donnie si trova di fronte alla FED, motivo per il quale l'uomo aveva avuto modo di chiacchierare coi suoi dipendenti nel corso dei mesi, raccogliendo informazioni preziose su orari, veicoli, equipaggiamenti e sistemi di sicurezza. 
Infine, Donnie, che ora fa il barista a Londra accanto a una "borsa" di diamanti, comincia a chiedere informazioni a un dipendente seduto al bancone. Nel locale sono anche presenti diversi membri insospettabili della banda originale, tra cui i proprietari dello sfasciacarrozze, un autista dei camion per la nettezza urbana e persino una delle ex-dipendenti della Federal Reserve.

## Produzione
Il progetto prende vita negli anni 2000, ma resta in stand-by a causa del fallimento della casa di produzione Relativity Media. Il 14 giugno 2016 viene annunciato che Gerard Butler sarà il protagonista del film, distribuito dalla STX Entertainment. Le riprese del film iniziano il 30 gennaio 2017. Il budget del film è stato di 30 milioni di dollari.

## Promozione
Il primo teaser trailer del film viene diffuso il 24 ottobre 2017, mentre il giorno seguente viene diffuso il primo trailer esteso.

## Distribuzione
La pellicola è stata distribuita nelle sale cinematografiche statunitensi a partire dal 19 gennaio 2018 ed in quelle italiane dal 5 aprile dello stesso anno.

## Accoglienza

### Incassi
Nel primo fine settimana di programmazione il film si posiziona al primo posto nel botteghino italiano con un incasso di 934.000 euro.
Nella tana dei lupi ha incassato 44,9 milioni di dollari nel Nord America e 35,5 nel resto del mondo, per un totale di 80,5 milioni di dollari.

### Critica
Sull'aggregatore Rotten Tomatoes il film riceve il 42% delle recensioni professionali positive con un voto medio di 5,10 su 10 basato su 136 critiche, mentre su Metacritic ottiene un punteggio di 49 su 100 basato su 24 critiche.